# Ахенски мир (1748)
Ахенски мир склопљен је 24. априла 1748. године између Аустрије, Енглеске, Низоземске и Сардиније са једне и Француске и Шпаније са друге стране чиме је завршен рат за аустријско наслеђе.

## Одредбе
1. Аустрија је Пруској признала освајање Шлезије.
2. Француска је повратила Кејп Бретон кога је изгубила у току рата, али је град Мадрас у Индији вратила Великој Британији.
3. Аустрија се одрекла неких италијанских територија (Парма, Пјаченца) у корист Шпаније.
4. Војводство Модена и Република Ђенова повратиле самосталност коју су изгубиле у току рата.
5. Британија потврдила своје привилегије стечене Утрехтским миром.